# 하나금융그룹
하나금융그룹(Hana Financial Group Inc.)은 2005년 12월 1일 출범한 대한민국의 금융 전문 기업집단이다.

## 연혁
- 1971년: 한국투자금융 설립
- 1991년 7월: 하나은행으로 변경
- 1998년 6월: 하나은행, 충청은행 P&A
- 1999년 1월: 하나은행, 보람은행 합병
- 2002년 12월: 하나은행, 서울은행 합병
- 2003년 2월: 하나생명보험 출범
- 2005년 5월: 대한투자증권, 대한투자신탁운용 인수
- 2005년 12월: 하나금융그룹 출범
- 2009년 11월: 하나카드 출범
- 2010년 2월: 사명을 하나카드에서 하나에스케이카드로 변경
- 2010년 3월: 다올부동산신탁, 다올부동산자산운용 인수
- 2012년 1월: 외환은행 자회사 편입
- 2012년 2월: 하나저축은행 출범
- 2014년 9월: 한국외환은행의 카드부문이 분사하여 하나카드 출범
- 2014년 12월: 하나카드와 하나에스케이카드가 합병하여 통합 하나카드 출범
- 2015년 9월: 사명을 하나대투증권에서 하나금융투자로 변경
- 2016년 8월: 하나금융투자와 하나선물 합병
- 2016년 10월: BNB Hana Bank에서 Hana USA로 변경
- 2017년 5월: 전산센터를 인천광역시 서구 청라동 청라국제도시로 이전
- 2017년 7월: 하나금융경영연구소가 KEB하나은행에 영업 양도
- 2017년 9월: 을지로로 본점 이전
- 2017년 11월: 은행명을 하나자산운용에서 하나대체투자자산운용으로 변경
- 2018년 2월: 하나캐피탈 완전자회사 편입
- 2018년 10월: 하나벤처스 신설
- 2019년 12월: 하나금융티아이 완전자회사 편입
- 2020년 2월: 은행명을 KEB하나은행에서 하나은행으로 변경
- 2020년 6월: 하나손해보험(구 더케이손해보험) 출범
- 2022년 7월: 사명을 하나금융투자에서 하나증권으로 변경
- 2022년 7월: 하나카드와 핀크 완전자회사 편입

## 자회사
- 하나은행 (구 충청은행 | 구 보람은행 | 구 서울은행/구 하나은행(1959~2015) | 구 한국투자금융/구 하나은행(1971~2002) | 구 금성투자금융/구 한국외환은행/구 KEB하나은행)
- 하나증권 (구 하나IB증권 | 구 대한투자증권 | 구 하나대투증권 | 구 외환선물 | 구 하나금융투자)
  - 하나자산운용
- 하나카드 (구 하나SK카드 | 구 외환카드)
- 하나캐피탈 (구 코오롱캐피탈)
- 하나생명보험 (구 프랑스생명)
- 하나손해보험(89.59%) (구 더케이손해보험)
- 하나저축은행 (구 제일2저축은행 | 구 에이스저축은행)
- 하나자산신탁 (구 다올신탁)
- 하나대체투자자산운용 (구 다올자산운용)
- 하나에프앤아이(99.7%) (구 외환에프앤아이)
- 하나벤처스
- 하나펀드서비스 (구 외환펀드서비스)
- 하나금융티아이 (구 하나아이앤에스)
- 핀크

## 이전 자회사
- 하나SK카드
- 외환신용카드
- 하나은행 (1959년~2015년)
- 하나은행 (1971년~2002년)
- 하나알리안츠투자신탁운용 (현 우리자산운용)

## 역대 회장
- 제1대 김승유 (2005~2012)
- 제2대 김정태 (2012~2022)
- 제3대 함영주 (2022~ )

## 같이 보기
- 하나고등학교
- KB금융그룹
- 우리금융그룹
- NH농협금융지주
- 신한금융지주
- 토스뱅크